# Wat Suthat

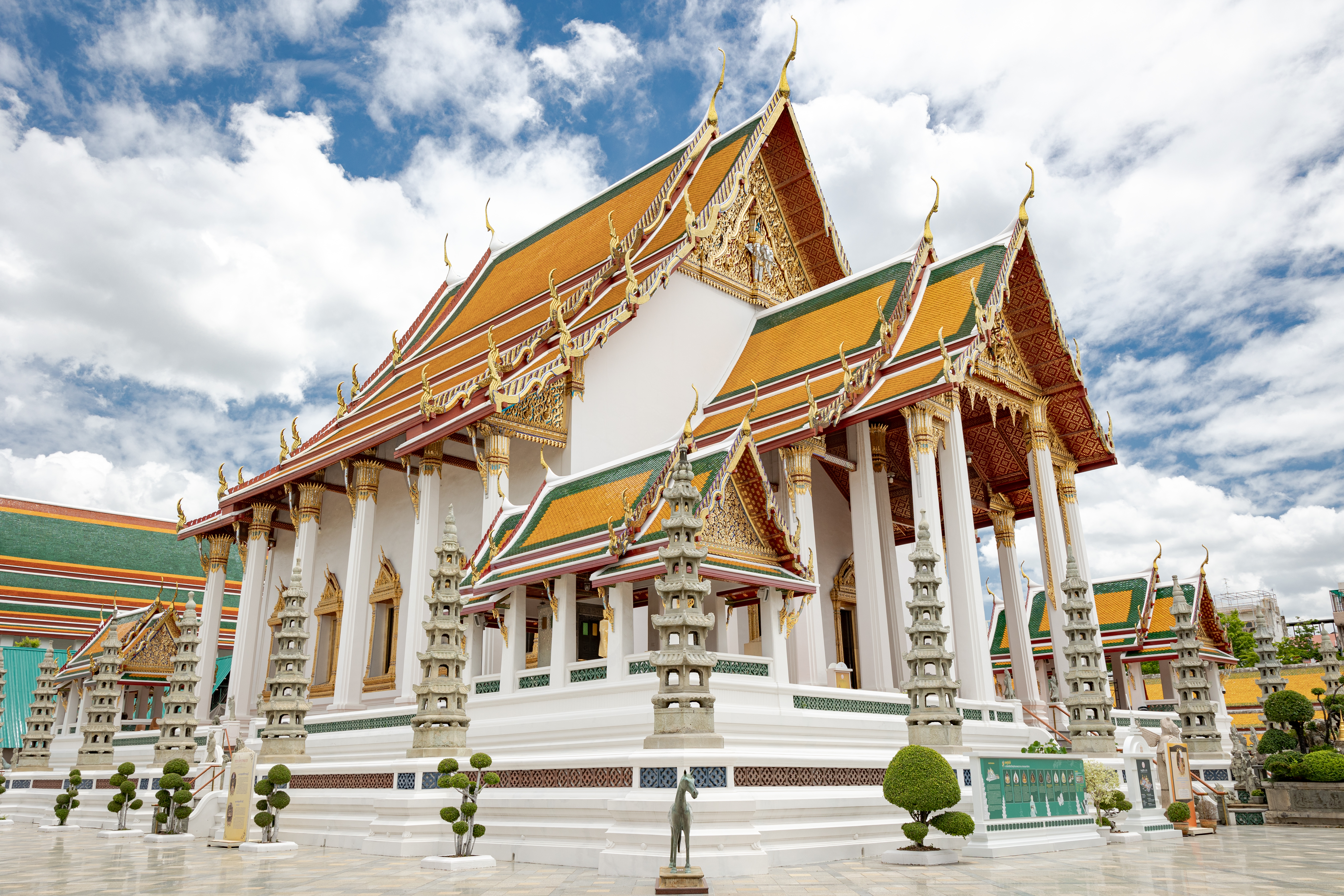
Hoofd tempel van Wat Suthat

Wat Suthat Thepphawararam (Thai: วัด สุ ทัศน เทพ ว รา ราม) is een koninklijke tempel (wat) van de eerste graad in Bangkok, Thailand. Het is een van de tien eerste graadstempels in Bangkok (23 in heel Thailand).
De bouw werd begonnen door Koning Rama I in 1807. Verdere bouw en versieringen werden uitgevoerd door koning Rama II, die ook zelf heeft geholpen, maar de tempel werd pas voltooid tijdens het bewind van koning Rama III in 1847. Deze tempel bevat het Boeddhabeeld Phra Sri Sakyamuni, die werd verplaatst van uit een tempel in de provincie Sukhothai. Op het onderste terras van de basis zijn achtentwintig Chinese pagodes geplaatst, die de achtentwintig geboren Boeddha's op deze aarde betekenen.
In 2005 werd de tempel voorgelegd aan de UNESCO ter overweging als toevoeging aan de Werelderfgoedlijst.

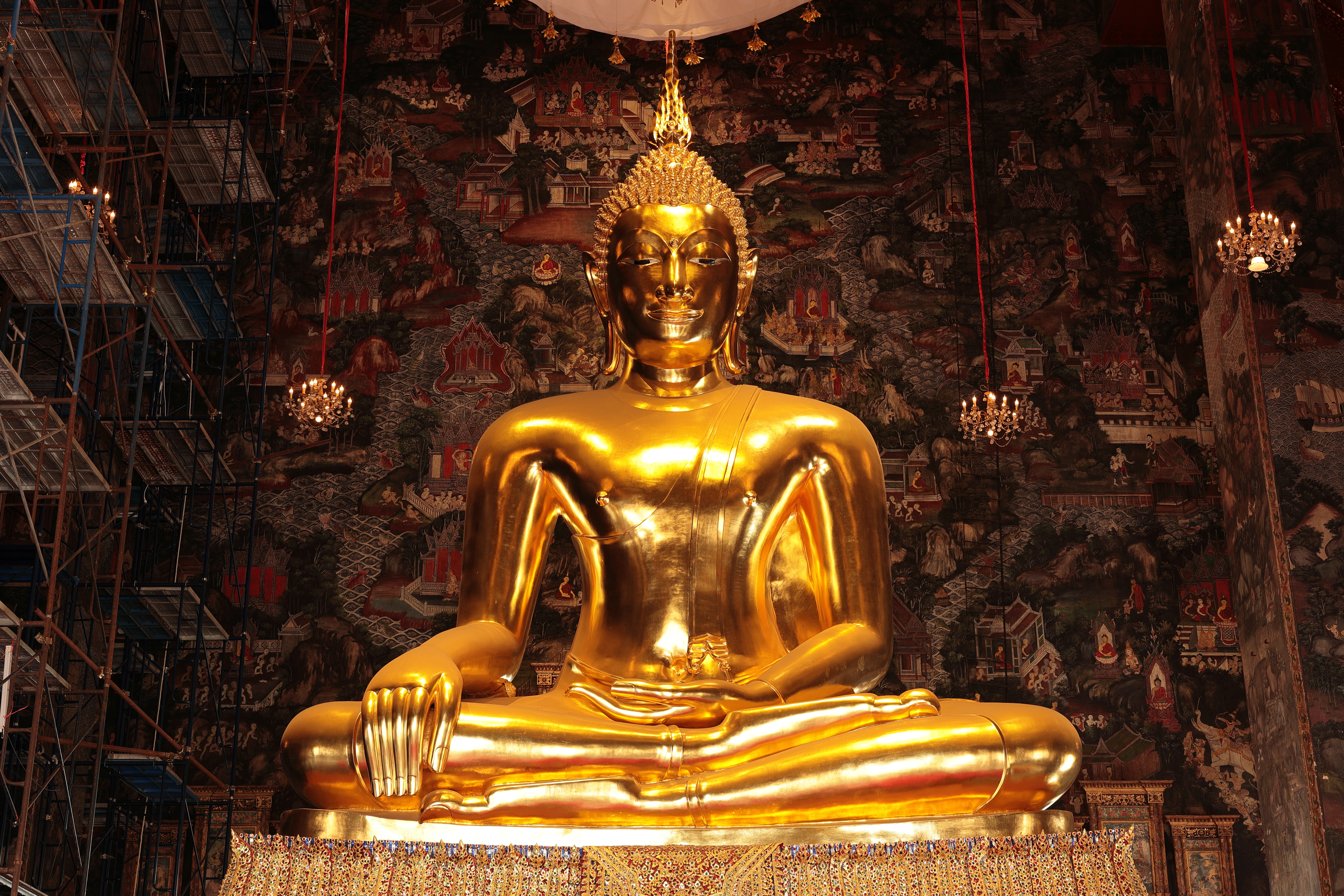
Het buddhabeeld in de tempel
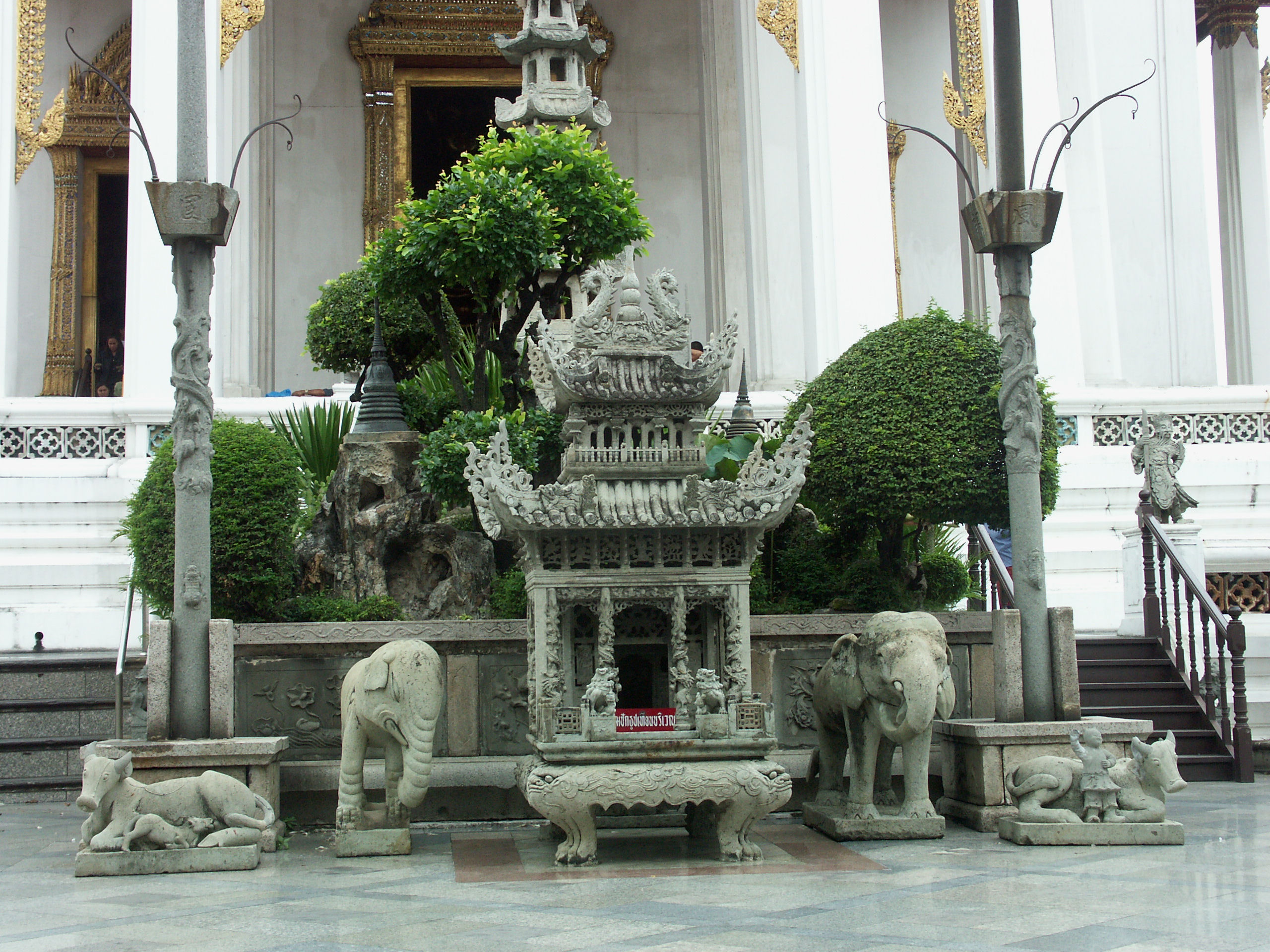
Voor de ingang van de tempel